# 船帆座超星系團
船帆座超星系團（Vela SCl, VSCL）是位於隱帶附近，以船帆座為中心的一個巨大超星系團，距離大約2.655億秒差距（8.7億光年）。它是宇宙中已經發現的宇宙最大結構列表中的成員之一，覆蓋約20〜25度的天空。它由兩面牆組成：一面寬闊的主牆和一面副牆合併而成。牆的總尺寸為主牆的115 km/s Mpc，副牆90 km/s Mpc，分別相當於3.85億光年和3億光年。它的質量約為銀河系質量的1,000倍，相當於太陽質量的1 × 1015 M☉。已發現約20個早期星系團的光譜 。

## 超星系團
2016年12月下旬，Kraan-Korteweg 等人報導發現了超星系團。這是通過分析4,500個使用澳洲天文台（AAO）的AAOmega光纖進行的2度視場星系紅移巡天和南非大望遠鏡（SALT）的星系資料。
由於我們在銀河盤面中的位置，超星系團位於被銀河系盤面遮蔽區域。這個區域被稱為"隱帶"。因此，只能以波長更長的紅外線、微波、電波等，可以通過銀河系盤面中的氣體和塵埃的波長來研究。
這個超星系團的位置靠近銀河系盤面的方向，因此從太陽系看它與宇宙微波背景輻射有關，這種現象稱為暗流。這種運動現象發現與空間的度量展開引起一般星系的哈伯流有顯著的關聯。解釋與主張這種大體積運動的包括附近的夏普力超星系團和在拉尼亞凱亞超星系團中心的巨引源，然而普朗克衛星顯示沒有這種流動的證據。估計船帆座超星系團為這種大量運動貢獻了至少500Km/s（每小時180,000公里) 。
報導這一發現論文將這個超星系團描述為Terra Incognita（拉丁文的意思為"未知土地"），是宇宙在這附近的一個未知的大陸，而我們才剛開始辨別它的輪廓。今後將展開更全面的調查（即泰潘星系巡天），預期將能提供有關超星系團的其他數據。

## 進階讀物
- Renée C. Kraan-Korteweg, Michelle E. Cluver, Maciej Bilicki, Thomas H. Jarrett, Matthew Colless, Hans Böhringer, Gayoung Chon. . Monthly Notices of the Royal Astronomical Society: Letters. November 2016. Bibcode:2017MNRAS.466L..29K. arXiv:1611.04615 . doi:10.1093/mnrasl/slw229.
- Renée C. Kraan-Korteweg, Thomas H. Jarrett, Ahmed Elagali, Michelle E. Cluver, Maciej Bilicki, Matthew M. Colless.  (PDF). Proceedings of the SALT Science Conference 2015 (Proceedings of Science). June 2015  [2020-09-15]. Bibcode:2015salt.confE..40K. PoS(SSC2015)040. （原始内容 (PDF)存档于2016-12-28）.

## 外部連結
- Renée C. Kraan-Korteweg.  (PDF). XIIth Rencontres du Vietnam:  Large Scale Structure and Galaxy Flows (Quy Nhon, Vietnam). Centre de Physique Théorique ; Université de Toulon. July 2016  [2020-09-15]. （原始内容 (PDF)存档于2016-12-28）.
- Renée C. Kraan-Korteweg.  (PDF). SALT Science Conference (Stellenbosch). SALT Science Conference 2015 ; Southern African Large Telescope. June 2015  [2020-09-15]. （原始内容 (PDF)存档于2016-12-28）.